# Vòng loại giải vô địch bóng đá trong nhà châu Á 2008
Vòng loại giải vô địch bóng đá trong nhà châu Á 2008 đã được tổ chức vào tháng 3 năm 2008 để xác định 4 suất vé đến giải đấu chung kết ở Thái Lan. 11 đội tuyển hàng đầu của giải vô địch bóng đá trong nhà châu Á 2007, và quốc gia chủ nhà cho giải thi đấu năm 2008, nhận được tự động gộp mặt đến trận chung kết.

## Các bảng

### Bảng A
| Đội               | Tr | T | H | B | BT | BB | HS | Đ |
| ----------------- | -- | - | - | - | -- | -- | -- | - |
| Malaysia          | 3  | 2 | 1 | 0 | 20 | 12 | +8 | 7 |
| Đài Bắc Trung Hoa | 3  | 2 | 0 | 1 | 16 | 13 | +3 | 6 |
| Việt Nam          | 3  | 1 | 1 | 1 | 12 | 14 | −2 | 4 |
| Maldives          | 3  | 0 | 0 | 3 | 8  | 17 | −9 | 0 |

| Malaysia                             | 4 – 4    | Việt Nam                                                                         |
| ------------------------------------ | -------- | -------------------------------------------------------------------------------- |
| Fe. Karnim 8', 39' · Zainal 35', 39' | Chi tiết | Đoàn Đình Hồng 2' · Nguyễn Quang Minh 4' · Ngô Anh Dũng 28' · Huỳnh Đông Kha 40' |

| Đài Bắc Trung Hoa                              | 4 – 2    | Maldives                     |
| ---------------------------------------------- | -------- | ---------------------------- |
| Fang Ching-jen 28', 34', 39' · Lin Po-yuan 31' | Chi tiết | Haishan 11' · I. Mohamed 24' |

| Việt Nam                                                            | 4 – 8    | Đài Bắc Trung Hoa |
| ------------------------------------------------------------------- | -------- | --- |
| Nguyễn Quang Minh 5' · Huỳnh Bá Tuấn 23', 36' · Nguyễn Anh Khoa 33' | Chi tiết | Kuo Yin-hung 11' · Chen Bing-shin 11', 26' · Huang Chiu-ching 12' · Wang Yung-lun 18' (ph.đ.), 38' · Lo Wen-hao 33' · Fang Ching-jen 37' |

| Maldives                                           | 4 – 9    | Malaysia                                                                                        |
| -------------------------------------------------- | -------- | ----------------------------------------------------------------------------------------------- |
| V. Ahmed 9' · Yamin 17', 39' · Haishan 36' (ph.đ.) | Chi tiết | Saravanakumar 10' · Ahmad 10', 39' · Abdul Aziz 11', 17', 24' · Fe. Karnim 19' · Haris 21', 26' |

| Malaysia                                                   | 7 – 4    | Đài Bắc Trung Hoa                                               |
| ---------------------------------------------------------- | -------- | --------------------------------------------------------------- |
| Abdul Aziz 3', 24' · Haris 17', 19' · Zainal 22', 30', 37' | Chi tiết | Wang Yung-lun 6', 17' (ph.đ.), 19' (ph.đ.) · Wang Chih-sheng 7' |

| Việt Nam                                              | 4 – 2    | Maldives          |
| ----------------------------------------------------- | -------- | ----------------- |
| Nguyễn Minh Tuấn 9', 19', 34' · Nguyễn Đình Hoàng 28' | Chi tiết | V. Ahmed 23', 24' |

### Bảng B
| Đội       | Tr | T | H | B | BT | BB | HS  | Đ |
| --------- | -- | - | - | - | -- | -- | --- | - |
| Indonesia | 4  | 3 | 0 | 1 | 19 | 6  | +13 | 9 |
| Kuwait    | 4  | 2 | 1 | 1 | 11 | 6  | +5  | 7 |
| Ma Cao    | 4  | 2 | 1 | 1 | 10 | 8  | +2  | 7 |
| Qatar     | 4  | 2 | 0 | 2 | 7  | 10 | −3  | 6 |
| Brunei    | 4  | 0 | 0 | 4 | 2  | 19 | −17 | 0 |

| Ma Cao                                                   | 4 – 2    | Indonesia              |
| -------------------------------------------------------- | -------- | ---------------------- |
| Cheung 12' · Chong Kun Kan 21', 39' · Leong Chong In 36' | Chi tiết | Handoyo 6' · Ihsan 34' |

| Qatar           | 2 – 0    | Brunei |
| --------------- | -------- | ------ |
| Gholam 13', 15' | Chi tiết |        |

| Brunei     | 1 – 6    | Kuwait                                                                                 |
| ---------- | -------- | -------------------------------------------------------------------------------------- |
| Johari 14' | Chi tiết | Al-Nakkas 5', 20' (ph.đ.) · Al-Asfour 7' · Al-Othman 25' · Al-Nagi 26' · Al-Mesned 35' |

| Qatar                      | 3 – 2    | Ma Cao                              |
| -------------------------- | -------- | ----------------------------------- |
| Murtada 7' · Eisa 26', 30' | Chi tiết | Leong Chong In 32' · Lam Ka Koi 37' |

| Kuwait                    | 2 – 1    | Qatar    |
| ------------------------- | -------- | -------- |
| Al-Enezi 7' · Al-Nagi 39' | Chi tiết | Eisa 12' |

| Indonesia                                                                                                   | 10 – 1   | Brunei    |
| --- | -------- | --------- |
| Syaibani 3', 26' · Ladjanibi 9', 15' (ph.đ.), 28' · Irawan 11' · Ihsan 16', 39' · Tamimy 22' · Assegaff 28' | Chi tiết | Karim 24' |

| Indonesia                                                                  | 6 – 1    | Qatar      |
| -------------------------------------------------------------------------- | -------- | ---------- |
| Handoyo 9', 36' · Ladjanibi 24' · Wiyantoro 33' · Syaibani 39' · Ihsan 39' | Chi tiết | Gholam 11' |

| Ma Cao                               | 3 – 3    | Kuwait                                         |
| ------------------------------------ | -------- | ---------------------------------------------- |
| Cheung 23', 32' · Leong Chong In 31' | Chi tiết | Al-Failakawi 12' · Al-Nagi 22' · Al-Nakkas 30' |

| Brunei | 0 – 1    | Ma Cao            |
| ------ | -------- | ----------------- |
|        | Chi tiết | Chong Kun Kan 34' |

| Kuwait | 0 – 1    | Indonesia   |
| ------ | -------- | ----------- |
|        | Chi tiết | Syaibani 9' |

## Các vòng loại
| Quốc gia chủ nhà - Thái Lan Giải đấu năm 2007 - Iran - Nhật Bản - Uzbekistan - Kyrgyzstan - Liban - Tajikistan - Úc - Hàn Quốc - Iraq - Trung Quốc - Turkmenistan | Vòng loại - Malaysia - Đài Bắc Trung Hoa - Indonesia - Kuwait |